# Municipal Grecia
Asociación Deportiva Municipal Grecia Fútbol Club – kostarykański klub piłkarski z siedzibą w mieście Grecia, w prowincji Alajuela. Występuje w rozgrywkach Primera División. Domowe mecze rozgrywa na obiekcie Estadio Allen Riggioni Suárez.

## Historia
Klub powstał w sierpniu 1998 z inicjatywy mieszkańców miasta Grecia na czele z Germánem Hidalgo. Ze wsparciem byłego deputowanego Everardo Rodrígueza wykupiono licencję klubu American FC z Alajueli i na jego licencji założono zespół Municipal Grecia.
Bezpośrednio po powstaniu klub dołączył do rozgrywek drugiej ligi kostarykańskiej, w której nieprzerwanie występował przez 19 lat (1998–2017). W 2017 roku drużyna pod wodzą trenera Waltera Centeno wywalczyła historyczny awans do najwyższej klasy rozgrywkowej, pokonując w decydującym dwumeczu Jicaral (1:2, 3:0).